# Zona lipolitica
Nell'esercizio aerobico cardiovascolare in ambito fitness, la Zona lipolitica, Fascia lipolitica o Zona brucia grassi, dall'inglese Fat-burning zone o Fat(max) zone in ambito scientifico, rappresenta quella gamma di intensità, riconoscibile con i parametri della percentuale della frequenza cardiaca massima (% FCmax o HRmax), o della percentuale del massimo consumo di ossigeno (% VO2max), in cui avviene un maggiore tasso di ossidazione di lipidi durante l'allenamento aerobico.
Questo concetto ha portato in anni passati ad alcuni fraintendimenti, in quanto si è ipotizzato che allenarsi in questa gamma di intensità sia più indicato per ridurre il grasso corporeo rispetto all'esercizio a intensità superiori o inferiori. La letteratura scientifica ha da anni smentito tali teorie, rivelando che l'attività cardiovascolare ad alta intensità (con una componente anaerobica importante o preponderante) possa essere efficace in maniera paragonabile o superiore per questo scopo. In altri termini, anche se l'impiego di lipidi può essere maggiore durante l'allenamento, questa teoria non considera ulteriori meccanismi metabolici e fisiologici coinvolti nei processi di riduzione della massa grassa sul lungo termine, i quali possono essere efficacemente innescati anche con attività più intense.

## Aerobica e lipolisi
Uno dei motivi più comuni per cui si ricorre all'attività aerobica è quello di ridurre i depositi di grasso corporeo stoccato nel tessuto adiposo (trigliceridi), e quindi di enfatizzare il processo metabolico della loro liberazione dai depositi (lipolisi) e del loro impiego energetico. La caratteristica del sistema energetico aerobico è infatti quella di ossidare lipidi e glucidi, con una prevalenza dell'uno o dell'altro substrato a seconda di diverse variabili. Il dimagrimento, oltre all'eventuale bilancio calorico negativo creato mediante la spesa calorica durante l'allenamento, è determinato da una serie di adattamenti e modifiche metaboliche e fisiologiche croniche indotte dall'attività stessa e dall'alimentazione, che inducono dei miglioramenti sul lungo termine sotto il profilo dell'efficienza metabolica del corpo. Un altro fattore spesso non considerato è la spesa calorica post-esercizio (EPOC), la quale si orienta maggiormente sul dispendio di lipidi, e si rivela maggiore nell'esercizio ad alta intensità piuttosto che con l'aerobica tradizionale a moderata o bassa intensità.
Il dispendio calorico totale durante l'esercizio peraltro non rivela la provenienza delle calorie spese, che possono derivare da molteplici fonti: acidi grassi liberi (FFA) plasmatici, glicogeno muscolare, glicogeno epatico, glucosio ematico, carboidrati e lipidi assunti con la dieta, trigliceridi depositati nel tessuto adiposo, trigliceridi intramuscolari (IMTG), proteine/amminoacidi, o altri substrati glucogenetici quali glicerolo, e piruvato/lattato. Ad esempio, in un ipotetico caso di prestazioni a intensità elevate e una durata ridotta, o a basse intensità e lunga durata, a parità di dispendio calorico in entrambe le sedute, prevalgono rispettivamente glucidi nel primo caso e lipidi nel secondo. Le proteine/amminoacidi, possibile substrato impiegato nell'attività di resistenza, in realtà non sono significativamente metabolizzati in condizioni normali. Ciò avviene nei casi di digiuno prolungato ed esercizi troppo protratti, in cui fino al 10% di questi substrati può arrivare a coprire la domanda energetica. Quindi di per sé la mera valutazione del dispendio calorico durante l'esercizio non lascia intendere se l'allenamento è stato produttivo ai fini dell'impiego di trigliceridi depositati nel tessuto adiposo, né lascia intendere il dispendio energetico totale indotto dall'attività fisica, visto che esso continua nelle ore successive al termine della stessa. Ciò che infatti non viene considerato in questo contesto, è che la spesa energetica associata all'esercizio fisico include sia l'energia spesa durante lo stesso, sia quella spesa nel periodo successivo. L'impiego energetico dei grassi in realtà deve essere considerato nell'arco di tutta la giornata (non ora per ora) per avere una prospettiva significativa del suo impatto sulla composizione corporea. Ad ogni modo, la tradizionale attività aerobica a moderata o bassa intensità difficilmente causa un significativo dispendio calorico post-esercizio in maniera tale da incidere sul bilancio calorico complessivo.
Comunque, a seconda di alcune misure prese, è possibile massimizzare il dispendio energetico a carico dei lipidi piuttosto che dei glucidi o di altri substrati durante l'attività, ma ciò comunque non sottintende la maggiore efficacia di un allenamento finalizzato alla riduzione della massa grassa. Spesso non si considerano molti fattori più complessi che possono condizionare la lipolisi, in positivo o in negativo. A differenza di tessuti come il muscolo scheletrico, che ricavano gli FFA dal plasma sanguigno e dai depositi interni (IMTG), nel tessuto adiposo il flusso degli acidi grassi attraverso la membrana cellulare è bidirezionale: verso l'esterno nei periodi di netta mobilizzazione dei grassi, come durante il digiuno e l'esercizio fisico, e verso l'interno durante il periodo post-prandiale.
Come accennato nei punti precedenti:
- la manipolazione dietetica gioca un ruolo fondamentale:[13] una dieta ricca di glucidi, e la loro assunzione nelle ore precedenti, o durante l'attività stessa, blocca o inibisce in acuto questo processo[1]; in tal senso si sottolinea che in questo caso il dispendio calorico si sposta maggiormente a carico dei glucidi e meno dei lipidi;
- il rapporto tra intensità e volume di allenamento determinano una variabilità nell'impiego dei substrati:[13] a basse intensità e alto volume si intensifica l'impiego di lipidi e rimane ridotto l'impiego di glucidi, mentre a moderate e alte intensità e bassi volumi, si intensifica l'impiego di glucidi e di riduce quello di lipidi;[6][13]
- esistono quindi zone di intensità relativa che enfatizzano l'ossidazione di lipidi;
- alcune macchine cardio sono in grado di accentuare il dispendio calorico e la lipolisi rispetto ad altre a parità di intensità:[14] è il caso dei macchinari che mobilitano completamente il corpo evitando la componente statica, e che impongono il carico antigravitario;
- lo stato di allenamento condiziona la lipolisi:[13] per gli atleti allenati la zona lipolitica è diversa rispetto alla media dei soggetti;[1]
- la combustione di lipidi può variare anche in base al sesso.[15][16]

### La variabilità della gamma della zona lipolitica
In linea generale la percentuale allenante sulla frequenza cardiaca in cui risulta più spiccata la lipolisi è riconosciuta tra il 65 e il 75% della HRmax secondo la formula di Karvonen, oppure tra il 60 e il 65% sul VO2max. La lipolisi dei lipidi (trigliceridi) depositati verrebbe raggiunta con almeno 20 minuti di attività protratta. Spesso però non si considera che questi dati si riferiscono all'attività eseguita sul treadmill (tapis roulant), quindi subiscono una variazione su altre macchine, come ad esempio il cicloergometro. Consultando alcuni studi, i quali solitamente valutano l'intensità relativa soprattutto sul VO2max piuttosto che della FCris (Karvonen), emergono ulteriori dati interessanti e non sempre dal risultato univoco: Holloszy et al. (1998) riconoscono una zona lipolitica approssimativamente tra il 55 e il 75% del VO2max; Turcotte (1999) riconosce la massima gamma lipolitico tra il 60 e 65% del VO2max; Astorino (2000) comparò l'ossidazione di grassi in donne moderatamente allenate durante 15 minuti di corsa a 6 intensità diverse (25%, 40%, 55%, 65%, 75% e 85% VO2max), trovando che il più alto tasso di ossidazione lipidica avveniva al 75% VO2max, che corrispondeva alla soglia ventilatoria dei soggetti; Achten et al. (2002) trovarono la zona lipolitica in ciclisti moderatamente allenati al 64% VO2max; una ricerca successiva di Achten e Jeukendrup (2003) la rilevò al 64% VO2max su soggetti allenati; Knechtle et al. (2004) confrontarono l'ossidazione di grassi in atleti di resistenza allenati di entrambi i sessi durante 30 minuti di corsa e pedalata a tre intensità (55%, 65% and 75% VO2max), trovando che il più alto tasso di ossidazione lipidica avveniva al 75% VO2max sia per la pedalata che per la corsa, la quale corrispondeva alla soglia anaerobica nella pedalata; Achten e Jeukendrup (2004) riconoscono una differenza tra gli individui allenati e non, con una zona tra il 59 e il 64% per gli allenati, e tra 47 e 52% per la media della popolazione; Capostagno e Bosch (2011) riconoscono la massima combustione di lipidi al 75% del VO2max. Da quanto emerge, pare che non esista una zona lipolitica (fat(max)zone) troppo definita dal calcolo della percentuale allenante sul VO2max, con una gamma molto ampia con minime che si aggirano attorno al 50% e massime attorno al 75%, quindi con un valore medio indicativo di 62,5%, una media che rientra nella gamma del 60-65% del VO2max generalmente riconosciuto come la zona lipolitica.
Il dato che emerge da Achten e Jeukendrup (2004), è che per gli individui allenati la zona lipolitica viene raggiunta a maggiori intensità rispetto ai non allenati. Jeukendrup et al. (1997) concludono che i soggetti allenati riescono a ossidare più lipidi a parità di impiego glucidico alla stessa intensità, quindi i soggetti allenati consumano più calorie totali. Sidossis et al. (1998) concludono che la maggiore capacità di ossidazione lipidica nei soggetti allenati possa essere dovuta a un maggiore ingresso degli FFA nei mitocondri.
Per quanto riguarda le macchine aerobiche, a parità di intensità il treadmill (tapis roulant) consente un'ossidazione di lipidi notevolmente maggiore rispetto alla ciclette (cicloergometro), arrivando anche a una differenza del 28% in più. Inoltre, le donne riescano a ossidare più lipidi rispetto agli uomini a parità di intensità sul totale dispendio calorico.

### Comparazione tra VO2maxe FCmax
Il parametro intensità può essere misurato tramite diversi metodi o formule, e nelle ricerche scientifiche viene più comunemente utilizzata la percentuale sul massimo consumo di ossigeno (VO2max) per stabilirla. Tuttavia quest'ultima in buona parte dei casi non è strettamente proporzionale alla percentuale della FCmax, e, sebbene esistano delle tabelle che indicano in maniera approssimativa la corrispondenza tra i valori dei due parametri (ad esempio: 80% FCmax = 70% VO2max), in realtà queste corrispondenze sono indicative e variano largamente in base agli autori che le riportano e in base al macchinario o all'esercizio svolto. Poiché per stabilire la percentuale del VO2max sono necessari dei test e dei macchinari specifici, più spesso viene utilizzata la percentuale della FCmax, più facilmente misurabile e monitorabile con cardiofrequenzimetro, la quale può essere individuata con formule più o meno precise (Cooper, Tanaka, Karvonen, ecc). In conclusione, anche se alcune fonti potrebbero dare dei riferimenti sulla Zona lipolitica basati sulla percentuale del VO2max, è necessario considerare che questi valori molto probabilmente non corrispondono a quelli della percentuale della FCmax, più comunemente usata dagli sportivi.
La correlazione tra le percentuali del VO2max e della FCmax è stata spesso comparata, tuttavia rimane una media dei valori, di carattere approssimativo e indicativo, e varia da parte di diverse fonti. Si precisa comunque che queste correlazioni avrebbero una validità solo adoperando la formula di Karvonen (FCris), e quindi valutando la frequenza cardiaca a riposo della persona. Inoltre queste correlazioni hanno un valore relativo poiché si relazionano a un determinato esercizio, ma subiscono una variazione in base al tipo di sforzo aerobico o al tipo di macchina aerobica: sulla ciclette (o cicloergometro) la percentuale di FCris risulta più bassa della percentuale del VO2max; sul treadmill (tapis roulant) e sullo stepper c'è invece una correlazione molto stretta tra i 2 parametri (60% FCris = 60% VO2max); sul vogatore (o remoergometro) la FCris risulta più alta della percentuale rispettiva del VO2max, ecc.
Alcuni esempi:
- 50% FC max = 28% VO2max
- 60% FC max = 40% VO2max
- 70% FC max = 58% VO2max
- 80% FC max = 70% VO2max
- 90% FC max = 83% VO2max
- 100% FC max = 100% VO2max[17]

- 50% FC max = 35% VO2max
- 60% FC max = 48% VO2max
- 70% FC max = 60% VO2max
- 80% FC max = 73% VO2max
- 90% FC max = 86% VO2max
- 100% FC max = 100% VO2max

- 50% FC max = 28% VO2max
- 55% FC max = 35% VO2max
- 60% FC max = 42% VO2max
- 65% FC max = 49% VO2max
- 70% FC max = 56% VO2max
- 75% FC max = 63% VO2max
- 80% FC max = 70% VO2max
- 85% FC max = 76% VO2max
- 90% FC max = 83% VO2max
- 95% FC max = 91% VO2max
- 100% FC max = 100% VO2max[26]

- 66% FC max = 50% VO2max
- 70% FC max = 58% VO2max
- 74% FC max = 60% VO2max
- 77% FC max = 65% VO2max
- 81% FC max = 70% VO2max
- 85% FC max = 75% VO2max
- 88% FC max = 80% VO2max
- 92% FC max = 85% VO2max
- 96% FC max = 90% VO2max
- 100% FC max = 100% VO2max

### Lipolisi e stato di allenamento
L'allenamento di resistenza incide sull'utilizzo di substrati e sulla capacità di dare luogo a uno shift metabolico che porta a una maggiore ossidazione di lipidi riducendo il catabolismo del glicogeno durante l'esercizio. Gli atleti allenati sono capaci di bruciare più lipidi ad alte intensità rispetto ai soggetti non allenati per via di adattamenti muscolari e ormonali alla regolare attività fisica. I soggetti allenati secernono minori quantità di catecolammine e presentano un'inferiore concentrazione di FFA ematici, permettendo agli atleti di sfruttare maggiormente i depositi di trigliceridi intramuscolari, che aumentano di dimensioni per risultato dell'esercizio di resistenza. Inoltre, gli adattamenti muscolari contribuiscono a un maggiore stimolo sull'ossidazione di grassi negli atleti allenati:
- aumentata densità mitocondriale;
- aumentato numero di enzimi ossidativi;
- aumento della densità capillare;
- aumento della concentrazione di proteine leganti degli FFA;
- aumento della concentrazione degli enzimi carnitina palmitoil transferasi 1 e 2.

L'incremento della densità capillare e del numero di enzimi ossidativi nel muscolo allenato aumenta la capacità di ossidare grasso e di sintetizzare ATP mediante fosforilazione ossidativa. L'aumento della densità capillare migliora il trasporto di acidi grassi al muscolo, e aumenta la concentrazione di proteine leganti per facilitare la maggiore richiesta di acidi grassi trasportati nel sarcolemma. Quando il muscolo scheletrico presenta una maggiore concentrazione enzimatica di carnitina palmitoil transferasi, più acidi grassi possono essere trasportati alla membrana mitocondriale per essere ossidati e usati come combustibile. Un fattore che sembra non essere influenzato dall'allenamento di resistenza è la lipolisi nel tessuto adiposo, come mostrati da tassi lipolitici simili alla stessa intensità assoluta a seguito dell'attività di resistenza.

## Zona lipolitica e il mito
Molto comunemente viene ritenuto che per bruciare grassi con l'attività aerobica si debba per forza mantenere l'intensità, riconoscibile con la percentuale dei parametri frequenza cardiaca massima (FCmax) o massimo consumo di ossigeno (VO2max), entro certe gamme definite. Molte macchine cardiovascolari segnano nelle loro opzioni di allenamento la cosiddetta Fat-burning zone (in italiano: la zona o la fascia lipolitica), cioè la zona di quella specifica gamma in cui è stato riconosciuto un maggior dispendio lipidico. Spesso diversi autori hanno segnalato, avvalendosi del supporto di dati scientifici, che la Fat-burning zone sia da ritenere come un mito.
Durante l'esercizio aerobico vengono impiegati sia lipidi che glucidi in quantità variabile. Durante l'esercizio a intensità molto bassa (camminata), i grassi coprono la maggior parte della domanda energetica. Con l'aumento dell'intensità fino alla soglia anaerobica (l'intensità che segna la transizione dal metabolismo prevalentemente aerobico al metabolismo in cui la componente anaerobica diventa prevalente), il contributo dei grassi in percentuale decrementa, mentre aumenta quello dei carboidrati. Una volta che l'intensità supera la soglia anaerobica, i carboidrati diventano l'unica fonte energetica.
Il primo fraintendimento può nascere da questi dati, in quanto viene confuso il consumo dei grassi in percentuale sui glucidi, con il consumo dei grassi totale indotto dall'allenamento. Sono effettivamente due dati diversi. A bassa intensità il corpo ossida una maggiore percentuale di grassi e meno di carboidrati rispetto a intensità più elevate, ma a intensità più elevate (comunque inferiori al livello della soglia anaerobica) si consumano più calorie totali, tra cui anche più calorie totali derivanti dai grassi rispetto alla bassa intensità.
Uno studio molto importante (Romijn, 1993) condotto su ciclisti professionisti ha cercato di determinare più precisamente il grado di impiego dei diversi substrati a diverse intensità. In questa ricerca si concludeva sinteticamente che l'impiego di glucosio e l'ossidazione di glicogeno incrementano di pari passo con l'intensità dell'esercizio aerobico assieme a una progressiva riduzione del rilascio degli acidi grassi nel plasma; mentre la lipolisi periferica (l'impiego di grassi) viene stimolata al massimo con l'esercizio a basse intensità:
- al 25% del VO2max, l'80% del combustibile impiegato è rappresentato dai lipidi plasmatici provenienti dal tessuto adiposo;
- al 65% del VO2max, il glicogeno muscolare copre la maggior parte della richiesta energetica, ma il 50% dell'energia proviene dagli acidi grassi plasmatici e dai trigliceridi intramuscolari;
- all'85% del VO2max, oltre il 60% della richiesta energetica proviene dal glicogeno muscolare, mentre solo il 28% è coperto dagli acidi grassi.

Dunque, da quanto riscontrato anche da studi successivi (Thompson, 1998), l'attività aerobica di bassa intensità (33% VO2max) e di lunga durata o alto volume (90 min), risultano in una maggiore ossidazione totale di grassi rispetto all'attività fisica di intensità moderata (66% VO2max) e durata più ridotta (45 min), ma dal simile dispendio calorico. Friedlander et al. (1999) segnalano però che nonostante avvenga una variazione di FFA nel flusso ematico a diverse intensità, la loro ossidazione non sembra differire rilevantemente tra prestazioni al 45% e al 65% del VO2max.
In base a questi dati si può concludere che nella cosiddetta Zona lipolitica (60-65% VO2max):
- visto che il consumo di carboidrati è proporzionale all'intensità, la percentuale di ossidazione di lipidi sui glucidi è comunque inferiore rispetto a intensità più basse della Zona lipolitica;[6][33]
- nella Zona lipolitica comunque il glicogeno muscolare copre circa metà della richiesta energetica, cioè un contributo maggiore rispetto a intensità inferiori;[6][33]
- nella Zona lipoltica il contributo dei trigliceridi intramuscolari copre parte della richiesta lipidica a scapito dei trigliceridi adiposi rispetto a intensità minori;[33]
- i trigliceridi intramuscolari possono coprire dal 20 al 40% della richiesta da substrati;[28]
- il contributo da parte dei trigliceridi intramuscolari aumenta con l'allenamento;[35]
- la richiesta lipidica aumenta con la durata dell'esercizio, quindi nelle prime fasi dell'esercizio in Zona lipolitica il contributo del glicogeno muscolare è maggiore;[36]
- la Zona lipolitica quindi rappresenta la gamma in cui la spesa a carico dei lipidi può essere potenzialmente massimizzata, nonostante la percentuale sia inferiore sulla richiesta energetica totale rispetto a intensità inferiori;[6][33]
- la Zona lipolitica viene raggiunta a intensità superiori per i soggetti allenati;[1]
- i soggetti allenati riescono a ossidare più lipidi a parità di intensità e di ossidazione di glucidi;[21][22]
- i soggetti allenati ossidano più lipidi rispetto ai non allenati;[27]
- l'aumento dell'ossidazione lipidica nei soggetti allenati può essere dovuto a un maggiore impiego di IMTG piuttosto che una maggiore lipolisi del tessuto adiposo;[27]
- a parità di intensità alcuni macchinari consentono una maggiore ossidazione di grasso rispetto ad altri;[14][23]
- perde senso allenarsi all'interno della Zona lipolitica per ossidare lipidi durante l'esercizio senza le adeguate scelte alimentari: i carboidrati alimentari sopprimono l'ossidazione di lipidi, mentre i lipidi alimentari ne favoriscono l'ossidazione;[37][38]
- basse scorte di glicogeno (connesse con un basso apporto di glucidi) incrementano l'ossidazione di lipidi;[39][40]
- anche se la lipolisi aumenta con la durata dell'esercizio, aumenta anche il rischio del catabolismo muscolare da cui derivano gli amminoacidi che vengono utilizzati come substrato energetico;[41][42][43]
- la potenziale riduzione della massa muscolare mediante questo processo porta a una riduzione del metabolismo basale e della capacità di ossidazione lipidica basale (sul lungo termine);[44]
- la probabilità di catabolismo proteico del muscolo scheletrico è maggiore nei soggetti non allenati.[25]

### La differenza tra usare grasso durante l'esercizio e perdere grasso
Dal momento che l'impiego di grasso è inversamente proporzionale all'intensità dell'esercizio, e che quindi a basse intensità è usata una maggiore percentuale di grasso, mentre nell'esercizio cardiovascolare ad alta intensità si utilizzano solo carboidrati, è stato spesso giudicato scontato che l'esercizio aerobico a basse intensità sia migliore per bruciare grassi rispetto all'esercizio a intensità superiori, o addirittura che lo svolgimento di una prestazione anaerobica ad alta intensità non serva a ridurre il grasso corporeo. Ciò ha fatto in modo che venisse coniato il termine Fat-burning zone, o Zona brucia grassi, deducendo che solo l'esercizio cardiovascolare svolto in determinate fasce di intensità possa essere effettivamente utile per dimagrire. La fisiologia dell'utilizzo di substrati ignora un dato importante e fondamentale: l'utilizzo di grasso durante l'esercizio ha poco a che vedere con la perdita di grasso corporeo. La teoria sopra accennata, oltre a non essere supportata da alcuna ricerca scientifica diretta ed evidenza empirica, non considera che a basse intensità anche il dispendio energetico totale per unità di tempo è più basso, di conseguenza il dispendio stesso di grassi è molto basso, e anche l'incremento del metabolismo e della termogenesi durante (EAT) e dopo (EPOC) l'allenamento sono minimizzati. Con l'aumentare dell'intensità (attorno a valori medi del 65% del VO2max, cioè moderata intensità), mentre la percentuale di energia ricavata dai grassi è minore, la quantità totale di grassi impiegati è superiore. Mentre l'esercizio aerobico a intensità moderata (60-75% del VO2max) richiede una maggiore percentuale energetica/calorica da fonti glucidiche, l'ammontare delle calorie totali, e delle calorie da fonti lipidiche, è maggiore rispetto all'esercizio a intensità inferiori. Questa zona di intensità è stata denominata da alcuni ricercatori come "Fat(max) zone" (termine scientifico per identificare la zona lipolitica), cioè alla zona di intensità in cui il dispendio lipidico per unità di tempo è massimizzato. Tuttavia, anche questo dato ha portato all'equivoco a sostegno del fatto che le zone moderate dell'intensità, a causa del maggiore dispendio di grassi per unità di tempo, fossero più efficaci per ridurre il grasso corporeo. Anche questa teoria tuttavia non trova delle basi scientifiche, perché l'esercizio cardiovascolare ad alta intensità (cioè a valori anaerobici) accelera il metabolismo dei grassi e il metabolismo basale potenzialmente per 24 ore più dell'esercizio a intensità moderate o basse. Questo incremento acuto del metabolismo e del metabolismo dei grassi, e quindi del dispendio lipidico a scapito dei carboidrati, ha un effetto positivo sulla perdita di grasso. Diversi studi hanno inoltre paragonato l'effetto dell'esercizio cardiovascolare a differenti intensità per la perdita di grasso, notando che fintanto che il dispendio calorico rimanesse identico, anche la perdita di grasso a lungo termine fosse analoga, sia che l'esercizio fosse svolto a bassa o ad alta intensità. In altri casi fu addirittura notato che a parità di dispendio calorico, l'esercizio ad alta intensità avesse prodotto un effettivo o superiore dimagrimento rispetto all'esercizio a bassa o moderata intensità, rimettendo in discussione anche la teoria del deficit calorico per il dimagrimento. Nonostante i diversi equivoci e luoghi comuni su questo tema, ciò che la ricerca ha evidenziato negli ultimi decenni è che in realtà non c'è la necessità di impiegare i grassi durante l'attività per perdere efficacemente grasso corporeo. Ciò può essere dimostrato ad esempio dai velocisti, i quali si allenano i modalità anaerobica, per definizione caratterizzata dall'utilizzo esclusivo di carboidrati come carburante energetico, pur presentando una percentuale di grasso corporeo molto bassa. Di conseguenza, i substrati energetici usati durante l'esercizio sono di secondaria importanza rispetto al altri fattori.
I carboidrati sono in realtà il combustibile preferito dei muscoli durante l'esercizio. A moderata intensità nella zona lipolitica, una buona parte del grasso che viene utilizzato in combinazione con i carboidrati proviene dalle scorte di trigliceridi intramuscolari o IMTG (fino al 40%) e non completamente da quelli del tessuto adiposo. Si è addirittura evidenziata la possibilità che l'aumento della capacità di ossidazione lipidica nei soggetti allenati sia dovuto a un maggiore impiego di trigliceridi intramuscolari piuttosto che a una maggiore lipolisi del tessuto adiposo. Questo perché durante l'esercizio fisico, quando si necessita di rigenerare rapidamente l'ATP per la contrazione muscolare, è conveniente utilizzare il grasso fisicamente più vicino ai mitocondri. Mentre per utilizzare il grasso depositato nel tessuto adiposo, gli acidi grassi liberi, pur essendo effettivamente sfruttati, devono appena attraversare il circolo ematico per essere trasportati all'interno dei mitocondri muscolari dove possono essere ossidati. Il grasso adiposo inoltre è altamente ossidato durante le ore post-allenamento, e questo processo viene enfatizzato in proporzione all'intensità dell'esercizio.
L'allenamento di resistenza non porta necessariamente al dimagrimento mediante un dispendio di lipidi durante l'allenamento, ma portando a un miglioramento degli adattamenti muscolari che favoriscono cronicamente una maggiore efficienza nell'ossidazione dei grassi:
- aumentando le proteine di trasporto degli acidi grassi (FABP), che regolano il trasporto degli acidi grassi;
- aumentando i livelli dell'enzima carnitina transferasi, che facilita il trasporto degli acidi grassi attraverso la membrana mitocondriale;
- aumentando la densità e il numero di capillari nel muscolo scheletrico, che aumenta il trasporto di acidi grassi ai muscoli;
- aumentando la densità di mitocondri nei muscolo scheletrico, che aumentano la capacità di ossidazione dei grassi.

Uno degli adattamenti più distintivi dell'allenamento di resistenza è che il metabolismo nel tempo si adatta a un maggiore impiego di lipidi e meno di carboidrati alla stessa intensità di allenamento.
In conclusione, ciò che è emerso dalla ricerca scientifica, è che non c'è necessariamente una correlazione tra il dimagrimento e la prevalenza di grassi come combustibile durante l'attività cardio a intensità bassa o moderata, in quanto devono essere previste molte più variabili ed è necessario considerare la spesa lipidica sul breve, medio e lungo termine per poter stabilire l'effettiva validità di un protocollo di allenamento. Stando ai risultati diretti effettuati da parte delle varie ricerche, lo Steady State Training ad alta intensità (HIET) e l'Interval training ad alta intensità (HIIT), ovvero due modalità cardiovascolari in cui viene intensificata la spesa di glucidi durante l'attività a scapito dei lipidi, hanno mostrato di riuscire a favorire una perdita di grasso molto spesso in maniera superiore rispetto alla classica aerobica ad andamento costante (Steady State) a moderata intensità (LISS training) a parità di dispendio calorico e di frequenza di allenamento. I ricercatori hanno supposto che l'esercizio di resistenza ad alta intensità possa indurre a un maggiore dimagrimento, in particolare del grasso viscerale, per diverse ragioni: 1) esso induce a una maggiore secrezione di ormoni lipolitici tra cui GH e catecolammine, che possono facilitare un maggiore dispendio energetico post-allenamento, 2) è stato riportato che a un livello equivalente di dispendio energetico, l'esercizio ad alta intensità favorisse un maggiore bilancio energetico negativo (mediante una minore assunzione calorica) rispetto all'esercizio a bassa intensità. Quindi, come sarà possibile approfondire in seguito, la spesa lipidica e calorica durante l'attività non sono degli indicatori dell'efficacia dell'esercizio cardiovascolare per il dimagrimento sul lungo termine.

### Regime alimentare
È bene riconoscere che per enfatizzare la perdita di grasso corporeo non possono essere valutate solo le modalità di allenamento fisico, in quanto anche l'impostazione alimentare è in grado di enfatizzare, oppure ostacolare o inibire tali processi, ad esempio, in base alla natura dei macronutrienti, o al timing (la tempistica) di assunzione di alimenti o integratori. Anche se un allenamento venisse svolto nelle zone di intensità in cui avviene un maggiore dispendio di grassi totale o in percentuale, l'eventuale ossidazione di lipidi viene compromessa dall'assunzione di glucidi prima o durante l'attività stessa, spostando il metabolismo verso l'ossidazione di glucidi e inibiendo l'ossidazione di lipidi in buona parte dei casi.
Pertanto, tra due soggetti che svolgono un'attività aerobica nella loro zona lipolitica individuale, l'atleta che segue una dieta ricca di carboidrati, o che prima e/o durante l'attività assume un integratore o un cibo ricco di carboidrati, probabilmente subirà una significativa inibizione dell'ossidazione di lipidi durante l'attività a favore dell'impiego di carboidrati, al contrario dell'atleta che non segue una dieta ricca di carboidrati, o che non li assume in prossimità dell'attività stessa. L'effetto inibitorio dei carboidrati assunti in prossimità dell'esercizio aerobico sulla soppressione della mobilizzazione e impiego di grassi durante l'esercizio è maggiore nei soggetti non allenati o moderatamente allenati rispetto ai soggetti allenati durante l'esercizio a moderata intensità, ma è analogo tra le due categorie durante l'esercizio a bassa intensità.
Il regime alimentare influisce sia sulla performance che sull'impiego dei substrati. Nonostante l'impiego di lipidi possa essere prevalente in un'attività aerobica, spesso non viene considerato che l'assunzione di alimenti calorici riesce ad alterare significativamente questo risultato. È stato riscontrato che il massimo consumo di lipidi durante l'attività di resistenza è favorito da una dieta a basso tenore di carboidrati a favore di lipidi e proteine. Questo naturalmente impone una riduzione dell'intensità e della durata dell'esercizio, oltre che a una riduzione delle riserve di glicogeno. Al contrario, una dieta ad alto tenore di carboidrati impone un ridotto impiego di lipidi durante l'attività a favore dei glucidi, e incrementa le prestazioni e la durata, grazie alla maggiore disponibilità di glucosio e anche alle maggiori scorte di glicogeno. Un emblematico studio di Burke, ad esempio, constatò che 5 giorni di dieta ricca di grassi più esercizio aerobico portarono i soggetti a un aumento di più del doppio dell'ossidazione di gassi durante l'esercizio a moderata intensità rispetto a una dieta ricca di carboidrati.
Sebbene l'assunzione di carboidrati prima e durante l'esercizio aggiunga un substrato esogeno al corpo, è stato ampiamente constatato che questa strategia sopprime la mobilitazione degli acidi grassi nel plasma e la loro ossidazione. Ad esempio, l'assunzione di bevande a base di glucidi durante l'attività aerobica, sebbene favorisca un miglioramento della prestazione, e una riduzione dell'utilizzo del glicogeno muscolare, determina anche una riduzione dell'ossidazione di lipidi. Infatti l'alta disponibilità di carboidrati prima dell'esercizio aerobico è associata a un incremento del glucosio ematico e della concentrazione di insulina, che causa una soppressione della lipolisi del tessuto adiposo e quindi della disponibilità di FFA a favore della glicolisi. L'incremento delle concentrazioni di glucosio hanno mostrato ridurre l'ossidazione di lipidi inibendo direttamente il trasporto di FFA nelle membrane mitocondriali. Sembra che i carboidrati giochino un ruolo fortemente inibitorio sulla lipolisi: la mobilizzazione dei lipidi è meno influenzata dalla stimolazione catecolamine-dipendente dei recettori beta-adrenergici (data dall'attività fisica), che dalla diminuzione dell'insulina plasmatica (data dall'ingestione di carboidrati).
In conclusione, l'assunzione di cibi o integratori glucidici prima e/o durante l'esercizio tende a inibire la mobilizzazione e l'impiego dei lipidi a favore dei glucidi. Tuttavia, questo effetto può variare in base al grado di allenamento del soggetto. Il meccanismo inibitorio indotto dai carboidrati avviene sempre a basse intensità, ma se nei soggetti non allenati e moderatamente allenati avviene anche a moderate intensità, questo tende a non verificarsi nei soggetti ben allenati a moderate intensità. L'ossidazione inoltre viene maggiormente ridotta con l'assunzione di carboidrati ad alto indice glicemico (IG), rispetto a carboidrati a basso indice glicemico.
Queste conclusioni non sorprendono, in quanto è risaputo che anche in stato di riposo (assoluta prevalenza del metabolismo aerobico) e carenza di glucidi, il muscolo scheletrico e cardiaco possono arrivare a utilizzare per l'80% lipidi a scopo energetico. Tuttavia, in seguito all'elevato stimolo insulinico indotto dall'assunzione di carboidrati, il muscolo scheletrico e cardiaco esprimono una preferenza per l'utilizzo di glucosio piuttosto che degli acidi grassi all'interno dei processi aerobici, intensificando quindi la glicolisi. L'insulina ha inoltre un ruolo nella soppressione dei processi lipolitici, inibendo quindi gli ormoni e gli enzimi deputati a questo compito.

### L'origine del mito
A parte le rilevanti variabili dettate dall'alimentazione, il grado di impiego di lipidi durante l'esercizio è dipendente dall'intensità. Più bassa è l'intensità, maggiore è la percentuale di grasso depositato che viene utilizzato come combustibile. Maggiore è l'intensità, maggiore sarà in proporzione l'utilizzo di glicogeno e/o dei fosfati muscolari (ATP, CP). Proprio qui nasce il fraintendimento. Il buon senso dovrebbe rendere evidente che, anche se si sta ossidando una maggiore percentuale di grasso accumulato, gli sprint avrebbero un maggiore impatto sulla riduzione del grasso nonostante il minore utilizzo proporzionale di grasso per sostenere la maggiore intensità. Sono state condotte sufficienti indagini sulla soglia di intensità massima in cui viene massimizzata l'ossidazione di lipidi. Una ricerca emblematica di Achten e Jeukendrup (2004) trovò che il picco di ossidazione di lipidi avviene a un'intensità di circa il 63% del VO2max. Questo livello di picco viene progressivamente ridotto oltre tale soglia, trovando valori minimi attorno all'82% del VO2max, vicino alla soglia anaerobica, all'87%
In base a questo principio metabolico, è venuto a crearsi un grande fraintendimento nell'ambiente fitness. Secondo una certa interpretazione, una maggiore quantità netta di grasso viene ossidata grazie a una minore intensità dell'esercizio, indipendentemente dalla durata dello studio o delle conclusioni finali. Inoltre, è stata confusa o scambiata l'ossidazione netta di lipidi indotta dall'allenamento con l'ossidazione strettamente durante l'allenamento, senza considerare quindi l'impatto sul dipendio lipidico dopo l'esercizio. Non è mai stata fatta una distinzione tra:
- l'ossidazione lipidica durante l'allenamento;
- l'ossidazione lipidica nel periodo di recupero;
- l'ossidazione totale di grassi durante un periodo di 24 ore post-esercizio;
- l'ossidazione di grassi su lungo termine, come alcune settimane.

Quindi, in base a interpretazioni approssimative, la presunta superiorità dell'attività cardio a bassa intensità per ossidare grassi continua a essere promossa più di attività maggiormente intense che richiedono meno tempo, e che potrebbero rivelarsi maggiormente efficaci.

### La ricerca
Analizzando tutte le ricerche sulla fisiologia applicata, vengono ottenuti una serie di risultati confusi a causa della grande varietà di protocolli testati come le caratteristiche dei soggetti esaminati, le manipolazioni dietetiche, il bilancio energetico, e le intensità usate nell'esercizio.
Tuttavia, la ricerca sull'ossidazione di grasso corporeo indotta dall'esercizio può essere facilmente interpretata da una divisione degli studi in 3 sottogruppi:
- effetto acuto o a breve termine: durante l'esercizio fisico e immediatamente dopo;
- effetto a medio termine: durante 24 ore post esercizio;
- effetto cronico o a lungo termine: a distanza di diverse settimane.

### Effetti acuti
Oltre a misurare l'ossidazione dei grassi durante l'esercizio fisico, gran parte delle analisi sugli effetti acuti valutano anche l'ossidazione dei grassi entro 3-6 ore dal termine dell'allenamento fisico.
L'ossidazione dei grassi durante l'esercizio fisico tende a essere più elevata nelle prestazioni a bassa intensità, ma l'ossidazione di grassi post-esercizio tende a essere più elevata nelle prestazioni ad alta intensità. Ad esempio, Sedlock et al. (1989) osservarono che i triatleti durante una pedalata al 75% VO2max per 20 minuti bruciarono più calorie dopo l'allenamento rispetto alla pedalata al 50% VO2max per 30 o 60 minuti. In uno studio simile, Phelain et al. (1997) confrontarono l'ossidazione dei grassi a 3 ore post-esercizio da una prestazione al 75% VO2max rispetto alle stesse calorie bruciate nella prestazione al 50% del VO2max. L'ossidazione dei grassi durante l'esercizio è risultata leggermente superiore nel gruppo che si allenava al 50%, ma era significativamente più alto per il gruppo che si allenava al 75% nelle 3 ore post-esercizio. Lee et al. (1991) analizzando soggetti maschi del college, compararono gli effetti termogenici e lipolitici dell'esercizio somministrando prima della prestazione una bevanda a base di latte e glucosio, valutando gli effetti che questa aveva sull'esercizio ad alta intensità o bassa intensità. Prevedibilmente, l'assunzione della bevanda aumentò l'entità del EPOC (connesso con la termogenesi misurata) in maniera significativamente maggiore rispetto ai gruppi che non avevano assunto la bevanda in entrambi i casi. Altrettanto prevedibilmente, il protocollo ad alta intensità aveva provocato la maggiore ossidazione di lipidi durante il periodo di recupero rispetto al protocollo a bassa intensità.

### Effetti a 24 ore
È stato riscontrato che la maggiore ossidazione dei grassi durante e nei primi periodi post-esercizio cardio a bassa intensità è irrilevante quando gli effetti sono misurati nell'arco di 24 ore. Lo studio di Melanson et al. (2002) fu forse il primo ad analizzare gli effetti sull'ossidazione lipidica sul medio termine, contrariamente alla maggior parte delle ricerche che la misuravano durante l'esercizio, o solo a distanza di poche ore. La ricerca coinvolse un gruppo misto di uomini e donne magri e sani di età compresa tra i 20 e i 45 anni. Questi vennero suddivisi in gruppi che si allenavano rispettivamente al 40 e al 70% del VO2 max. Non venne rilevata nessuna differenza nell'ossidazione totale di grassi tra i gruppi a bassa e ad alta intensità entro 24 dal termine. Treuth et al. (1996) trovarono che non solo i soggetti spendevano più calorie durante la pedalata in High Intensity Interval Training (HIIT) (15 x 2 minuti a 100% VO2max con 2 minuti di riposo) rispetto allo Steady State Training (SST) (60 minuti a 50% VO2max), ma spendevano anche più calorie durante le 24 ore successive all'allenamento. Saris e Schrauwen (2004) condussero uno studio simile su maschi obesi paragonando un protocollo HIIT rispetto a una normale attività aerobica in Steady State Training. Anche in questo caso non venne rilevata alcuna differenza nell'ossidazione dei grassi tra i trattamenti HIIT e SST entro 24 ore. Inoltre, il gruppo ad alta intensità aveva effettivamente mantenuto un quoziente respiratorio post-esercizio inferiore. Questo significa che la loro ossidazione dei grassi era superiore rispetto al gruppo SST per il resto della giornata successiva all'allenamento.

### Effetti cronici
Gli effetti cronici o sul lungo termine sarebbero le reali prove al di là di qualunque dato che si può ottenere sul breve termine. I risultati delle analisi effettuate per diverse settimane presentano evidenti vantaggi rispetto a quelle ottenute sul breve termine. Gli effetti cronici possono anche consentire di misurare i cambiamenti sulla composizione corporea al contrario degli effetti acuti. Il filo conduttore tra queste ricerche è che quando le attività vengono paragonate a parità di dispendio calorico, sono state notate trascurabili differenze sulla perdita di grasso corporeo.
Il fatto rilevante sulla questione della composizione corporea, è che i gruppi che si allenano ad alta intensità guadagnano o mantengono la massa magra, mentre i gruppi che si allenano a bassa intensità tendono a perdere massa magra, quindi i gruppi ad alta intensità subiscono una perdita di peso inferiore a parità di perdita di grasso. La mole di ricerche in esame è fortemente a favore del High Intensity Interval Training (HIIT), sia per quanto riguarda la perdita di grasso che per l'aumento o il mantenimento della massa magra, come può dimostrare una lunga serie di studi.
Un esempio rappresentativo fu il lavoro di Tremblay et al. (1994), i quali paragonarono gli effetti del HIIT con la normale attività aerobica (SST) durante un periodo di 20 settimane su giovani adulti. Nonostante il gruppo HIIT si allenasse complessivamente per solo un'ora a settimana comparato alle 3.75 ore a settimana del gruppo steady state, spendendo solo la metà delle calorie durante l'HIIT, quando il dispendio energetico tra i gruppi è stato corretto, la perdita di grasso come misurata dalle pliche risultò 9 volte superiore. Anche se lo scopo dello studio non era analizzare la perdita di grasso, lo era la perdita di peso. Entrambi i gruppi mantennero lo stesso peso, e questo suggerì che il gruppo HIIT guadagnò più muscolo e perse più grasso. Nel gruppo HIIT, le biopsie mostrarono inoltre un aumento degli enzimi glicolitici, nonché un aumento di 3-idrossiacil coenzima A (HADH) deidrogenasi, un marker di ossidazione dei grassi. I ricercatori conclusero che gli adattamenti metabolici nei muscoli in risposta al HIIT favoriscono il processo di ossidazione dei grassi. I meccanismi di questi risultati si sono concentrati sugli effetti termici e lipolitici residui mediati dagli adattamenti enzimatici, morfologici e beta-adrenergici nel muscolo. Il confronto tra i 2 tipi di allenamento tende a non trovare alcuna differenza, tranne che per un maggior miglioramento della prestazione cardiovascolare nei gruppi ad alta intensità.
Quello di Tremblay fu il primo di una lunga serie di studi sull’Interval training ad alta intensità (HIIT) in cui ne venne riconosciuta una certa superiorità rispetto all'aerobica a intensità moderata, non solo in termini di dimagrimento, ma anche di adattamenti fisiologici.
Ciò nonostante, non solo l'HIIT è stato giudicato spesso superiore all'aerobica in Zona lipolica per il dimagrimento, ma anche l'esercizio aerobico ad alta intensità (High Intensity Endurance Training) e l'allenamento a circuito aerobico ad alta intensità (High Intensity Aerobic Circuit Training).
Ballor et al. (1990) presero come oggetto del loro studio 27 donne obese sotto regime ipocalorico (1200 kcal). Queste vennero distribuite in due gruppi: un gruppo si allenava ad alta intensità (80-90% VO2max) per 25 minuti; l'altro gruppo si allenava a bassa intensità (40-50% VO2max) per 50 minuti. Entrambi i gruppo si allenarono 3 giorni a settimana per 8 settimane. Al termine del periodo di studio, non vennero rilevate differenze nella perdita di grasso corporeo tra i due gruppi.
Grediagin et al. (1995) assegnarono a due gruppi di donne moderatamente sovrappeso due differenti protocolli cardiovascolari da svolgere 4 volte a settimana per 12 settimane. Il primo gruppo si allenava ad alta intensità (80% VO2max) e l'altro a bassa intensità (50% VO2max). Entrambi i protocolli vennero impostati in modo da creare lo stesso dispendio calorico di 300 kcal. Durante lo studio, i soggetti vennero invitati a mantenere le loro abitudini alimentari e di attività. Le analisi al termine del periodo di studio rivelarono che non ci furono differenze significative in termini di peso, massa grassa, massa magra, e misurazioni antropometriche. Le analisi trovarono che entrambi i gruppi avevano perso la stessa quantità di massa grassa, con la differenza che il gruppo ad alta intensità aveva guadagnato più del doppio di massa magra, e ciò spiega perché il gruppo a bassa intensità aveva ridotto maggiormente il peso corporeo totale.
Un paio di anni più tardi, Bryner et al. (1997) valutarono le differenze in termini di dimagrimento e variazioni della composizione corporea su 15 donne normopeso tra i 18 e i 34 anni. Queste vennero distribuite a random in due gruppi: un gruppo eseguiva un protocollo aerobico a bassa frequenza cardiaca (media 132 bpm) mediamente per 4 giorni a settimana per 40-45 minuti; l'altro gruppo eseguiva un protocollo cardio ad alta intensità (media 163 bpm) mediamente per 4 giorni a settimana per 40-45 minuti. La durata dei rispettivi protocolli era di 11 settimane, durante il quale non vennero imposte alcune manipolazioni dietetiche. Al termine del periodo di studio, i ricercatori conclusero che il protocollo ad alta intensità risultò in un decremento della massa grassa, ma non del peso corporeo, mentre questi stessi cambiamenti non vennero osservati nel protocollo a bassa intensità. Quest'ultima modalità non produsse alcuna riduzione della massa grassa.
Irving et al. (2008) esaminarono gli effetti della variazione dell'intensità nell'esercizio sulla riduzione del grasso viscerale su donne obese affette da sindrome metabolica. I soggetti vennero divisi in due gruppi: uno a intensità bassa, al di sotto della soglia anaerobica, e l'altro a intensità alta, con picchi sopra la soglia anaerobica. Entrambi i protocolli vennero impostati in modo da creare lo stesso dispendio calorico (400 kcal). Il protocollo ad alta intensità favorì una netta riduzione del grasso addominale, sia sottocutaneo che viscerale, mentre non vennero osservati cambiamenti significativi in alcuno di questi parametri tra il gruppo a bassa intensità e il gruppo di controllo (cioè il gruppo che non eseguiva l'esercizio fisico). I ricercatori conclusero che i cambiamenti nella composizione corporea sono influenzati dall'intensità dell'esercizio, e i protocolli ad alta intensità sono più efficaci per la riduzione del grasso addominale nelle donne obese affette da sindrome metabolica.
Paoli et al. (2010) paragonarono gli effetti del Aerobic Circuit Training (ACT) tradizionale, dell’Aerobic Circuit Training ad alta intensità e del tradizionale esercizio aerobico di resistenza (Steady State Training) sulla composizione corporea, sulla riduzione della massa grassa, sulla forza muscolare. Quaranta partecipanti vennero divisi nei tre gruppi, allenandosi ciascuno per 3 volte per settimana per 50 minuti in un programma di 12 settimane. L’Aerobic Circuit Training (nello studio chiamato semplicemente circuit training) differiva dalla variante classica per le stazioni cardio svolte ad alta intensità, cioè poco al di sotto della soglia anaerobica. Tra i tre gruppi, il gruppo che testava il circuito aerobico ad alta intensità mostrò una maggiore riduzione del peso corporeo, una maggiore riduzione della massa grassa, un generale miglioramento della composizione corporea e un maggiore sviluppo della forza. Da segnalare che nello studio gli esercizi con i pesi applicavano la tecnica del rest-pause. In conclusione anche l'ACT, cioè una forma di allenamento mista anaerobica e aerobica ad alta intensità, ha dimostrato di ridurre maggiormente la massa grassa rispetto all'aerobica.

### Sintesi
Riassumendo i risultati della ricerca:
- Negli studi sugli effetti acuti, l'ossidazione dei grassi durante l'esercizio fisico tende a essere più elevata nei trattamenti a bassa intensità, ma l'ossidazione dei grassi e/o la spesa energetica post-esercizio tende a essere più elevata nei trattamenti ad alta intensità;
- I soggetti che assumono un integratore calorico pre-esercizio manifestano un maggiore effetto termogenico e una maggiore spesa lipidica post-esercizio in proporzione all'intensità;
- L'assunzione di glucidi prima o durante l'attività fisica porta a inibire o ridurre l'eventuale ossidazione di lipidi facendo prevalere l'ossidazione di glucidi anche in Zona lipolitica;
- Una dieta ad alto apporto di glucidi tende a ridurre la spesa lipidica anche durante l'attività aerobica in zona lipolitica;
- Il grado di inibizione della lipolisi indotta dai glucidi assunti prima e durante l'attività aerobica può essere condizionato in proporzione al valore del loro indice glicemico;
- Il dispendio lipidico e calorico durante l'allenamento non sono degli indicatori dell'efficacia di un allenamento nella perdita di grasso nei risultati a lungo termine;
- Negli studi sugli effetti a medio termine dopo 24 ore, non vi è alcuna differenza nell'ossidazione di grassi tra gli allenamenti a diverse intensità, indicando un ritardato aumento nell'ossidazione del grasso nei gruppi ad alta intensità.;
- Negli studi a lungo termine, sia l'attività aerobica a frequenza costante ad alta intensità (High Intensity Endurance Training) che l'Interval training ad alta intensità (High Intensity Interval Training, HIIT) si sono dimostrati superiori al SST a bassa intensità (Low Intensity Steady State (LISS) training), nel complesso, per il mantenimento e/o il miglioramento del fitness cardiovascolare e della massa magra, e si rivelano, se non altrettanto efficaci, secondo alcune ricerche, di gran lunga superiori per la riduzione del grasso corporeo.

### Conclusioni
In conclusione, prescrivere la Zona lipolitica standard (60-65% VO2max) con l'intento di ridurre maggiormente la massa grassa non trova delle motivazioni concrete rivelandosi un dato molto indicativo, in quanto:
- la Zona lipolitica varia anche di molto in base ai soggetti (dal 47 al 75% VO2max);
- la gamma standard spesso segnalato rappresenta quindi una media molto approssimativa dei valori;
- il metodo più utilizzato per misurare l'intensità da parte degli atleti è la FCmax, che non trova una precisa correlazione con il VO2max;
- risulta piuttosto difficile risalire ai valori del VO2max tramite la frequenza cardiaca;
- la correlazione tra VO2max e FCmax varia in maniera consistente in base al tipo di macchinario;
- esistono diversi metodi più o meno precisi per stabilire la percentuale della FCmax, e questo rende ancora più difficile trovare la correlazione con i valori del VO2max;
- alcuni macchinari cardio hanno dimostrato di riuscire a ridurre maggiormente la massa grassa a parità di intensità;
- la natura del cibo può sopprimere o esaltare i processi lipolitici durante l'attività, indipendentemente dallo svolgimento in Zona lipolitica;
- l'intensità non segnala con precisione il substrato prevalentemente impiegato durante l'attività;
- è stato dimostrato che non ci siano significative differenze tra il cardio in Zona lipolitica e al di sopra di tali valori in termini di riduzione della massa grassa sul lungo termine.